# 1140
El 1140 (MCXL) fou un any comú començat en dilluns del calendari julià.

## Esdeveniments
- Condemna formal de Pere Abelard
- Decret de Gracià, recopilació de dret
- L'emperador romà d'Orient, Joan II Comnè, fracassa en el seu setge de la plaça forta danixmendita de Neocesarea, però torna a sotmetre la regió de Trebisonda a l'autoritat imperial.[1]